# Vuelta a Costa Rica
La Vuelta Ciclista a Costa Rica (oficialmente: Vuelta Internacional a Costa Rica) es una carrera ciclista por etapas que se realiza en Costa Rica y cuya primera edición se disputó en el año 1965 y desde la creación de los Circuitos Continentales UCI en 2005 forma parte del UCI America Tour, dentro de la categoría 2.2 (última categoría del profesionalismo); anteriormente lo fue de categoría 2.5 (igualmente última categoría del profesionalismo).
La carrera es organizada por la Federación Costarricense de Ciclismo.

## Maillots de líder
Estos han sufrido muchos cambios de colores, estilos y nombres ya que dependiendo de la marca patrocinadora de cada uno de los maillots los fueron modificando.
Los maillots utilizados normalmente durante las últimas ediciones de la Vuelta a Costa Rica fueron los siguientes:
El líder de la clasificación general se lo distingue con un maillot amarillo con manchas Negras. 
El líder de la clasificación de la montaña lleva un maillot blanco con lunares Rojos.
El líder de la clasificación para menores de 23 años (sub-23) lleva un maillot Blanco.
El líder de la clasificación de las metas volantes lleva un Maillot Verde con manchas Negros. 
El líder de la clasificación de la regularidad o Puntos lleva un Maillot Naranja con manchas Negras. 
El ganador de la Etapa lleva un Maillot Azul con manchas Negras. 

## Palmarés
| Año  | Ganador                         | Segundo                  | Tercero                |
| ---- | ------------------------------- | ------------------------ | ---------------------- |
| 1965 | José Luis Sánchez               | Miguel Ángel Sánchez     | José Manuel Soto       |
| 1966 | Saturnino Rustrián              |                          |                        |
| 1967 | José Manuel Soto                |                          |                        |
| 1968 | Saturnino Rustrián              | José Luis Sánchez        | Alfredo Díaz           |
| 1969 | Evaristo Fino                   | Gustavo Rincón           | Danilo Buitrago        |
| 1970 | Arturo García                   | Agustín Alcántara        | José Manuel Soto       |
| 1971 | José Manuel Soto                |                          |                        |
| 1972 | Samuel Herrera                  | José Manuel Soto         | Pedro Acu Tura         |
| 1973 | Wilfredo Insuasti               | Norberto Cáceres         | Carlos Julio Siachoque |
| 1974 | Rodolfo Vitela                  | Manuel Parra             | Manuel Cejas           |
| 1975 | Efraín Pulido                   | Héctor Espitia           | Arturo Matamoros       |
| 1976 | Norberto Cáceres                | Plinio Casas             | Arturo Matamoros       |
| 1977 | Carlos Alvarado Reyes           | Nerio Morales            | Stevj Jefnings         |
| 1978 | Fernando Fontes                 | Carlos Alvarado Reyes    | Laurence Malone        |
| 1979 | Herman Loaiza                   | Fabio Parra              | Carlos Mesa            |
| 1980 | Dale Stetina                    | Ramón Zavaleta           | Marco Antonio López    |
| 1981 | Alexis Villalobos               | Rodrigo Montoya          | Miguel Arias           |
| 1982 | Samuel Cabrera                  | Efrain Guevara Gómez     | Carlos Palacios        |
| 1983 | Antonio Agudelo                 | Heriberto Urán           | Pedro Soler            |
| 1984 | Oliverio Cárdenas               | Segundo Chaparro         | Carlos Alvarado Reyes  |
| 1985 | Néstor Freddy Barrera           |                          |                        |
| 1986 | Juan de Dios Castillo Ceciliano | Rigoberto Zúñiga         | Luis Ovidio Vargas     |
| 1987 | Carlos Bermúdez                 | Marcos Quesada           |                        |
| 1988 | Efraín Rico                     | Alexis Villalobos        | Federico Muñoz         |
| 1989 | Raúl Montero                    | Carlos Bermúdez          | Andrés Brenes          |
| 1990 | Alfredo Zamora                  | Andrés Brenes            | Héctor Iván Palacio    |
| 1991 | Edgar Sánchez                   | Hernán Patiño            | Andrés Brenes          |
| 1992 | Luis Espinosa                   | Alberto Camargo          | Libardo Niño           |
| 1993 | Adrián Víquez                   | Marcos Wilches           | Alfredo Zamora         |
| 1994 | Andrés Brenes                   | Gustavo Wilches          | Marcos Wilches         |
| 1995 | Raúl Gómez Suárez               | Federico Ramírez         | Santiago Amador        |
| 1996 | Luis Morera                     | Julio Ernesto Bernal     | José Luis Vanegas      |
| 1997 | Gregorio Ladino                 | Federico Ramírez         | Johnny Ruiz            |
| 1998 | Hernán Darío Muñoz              | Victor Niño              | Ubaldo Meza            |
| 1999 | Miguel Arroyo Rosales           | José Adrián Bonilla      | Álvaro Lozano          |
| 2000 | Federico Ramírez                | Álvaro Lozano            | Miguel Arroyo Rosales  |
| 2001 | Gregorio Ladino                 | Alexis Rojas             | Julio César Rangel     |
| 2002 | Julio César Rangel              | Gregorio Ladino          | Marconi Durán Montoya  |
| 2003 | José Adrián Bonilla             | Marconi Durán Montoya    | Álvaro Sierra          |
| 2004 | Israel Ochoa                    | Libardo Niño             | Paulo Vargas           |
| 2005 | Juan Carlos Rojas               | Henry Raabe              | Andrey Amador          |
| 2006 | Henry Raabe                     | Juan Pablo Araya         | Juan Carlos Rojas      |
| 2007 | Henry Raabe                     | Francisco Colorado       | Gregory Brenes         |
| 2008 | Gregory Brenes                  | José Adrián Bonilla      | Arnold Alcolea         |
| 2009 | Janier Acevedo                  | Gregory Brenes           | Julián Rodas           |
| 2010 | Juan Carlos Rojas               | Henry Raabe              | Aldo Valero            |
| 2011 | José Adrián Bonilla             | Freddy Montaña           | Juan Carlos Rojas      |
| 2012 | Óscar Eduardo Sánchez           | Román Villalobos         | Fabricio Quirós        |
| 2013 | Juan Carlos Rojas               | Elías Vega               | Bryan Villalobos       |
| 2014 | Juan Carlos Rojas               | César Rojas              | Josué González         |
| 2015 | Juan Carlos Rojas               | Román Villalobos         | Josué González         |
| 2016 | César Rojas                     | Juan Carlos Rojas        | Román Villalobos       |
| 2017 | Román Villalobos                | Efrén Santos             | Joseph Chavarría       |
| 2018 | Brian Salas                     | Daniel Bonilla           | Diego Cano             |
| 2019 | Daniel Bonilla                  | Efrén Santos             | Luis López             |
| 2022 | Marco Suesca                    | Carlos Alberto Gutiérrez | Daniel Bonilla         |
| 2023 | Juan Diego Alba                 | Kevin Rivera             | Sergio Arias           |
| 2024 | Luis Daniel Oses                | Joseph Ramírez           | Alejandro Granados     |

### Otros datos
| Año  | Ganador                                        | Equipo                                  | km       | Etapas |
| ---- | ---------------------------------------------- | --------------------------------------- | -------- | ------ |
| 1965 | José Luis “El Negro” Sánchez                   | Sanyo Costa Rica                        | 521      | 5      |
| 1966 | Saturnino Rustrián                             | Selección de Guatemala A                | 703      | 7      |
| 1967 | José Manuel Soto                               | Selección de Costa Rica A               | 706      | 7      |
| 1968 | Saturnino Rustrián                             | Caminos de Guatemala                    | 981      | 9      |
| 1969 | Evaristo Fino                                  | El Colorado de Colombia                 | 1.267    | 11     |
| 1970 | Arturo García                                  | Cuarteta Windsor                        | 1.276    | 10     |
| 1971 | José Manuel Soto                               | Jabón Spreed                            | 1.066    | 9      |
| 1972 | Samuel de Jesús Herrera                        | Ejército-Calzado Cobán                  | 972      | 8      |
| 1973 | Wilfredo Insuasti                              | Reyco Meneen Colombia                   | 1.113    | 9      |
| 1974 | Rodolfo Vitela                                 | Selección de México                     | 1.091    | 9      |
| 1975 | Efraín Pulido                                  | Colombia                                | 863      | 7      |
| 1976 | Norberto Cáceres                               | Boyacá Colombia                         | 1.045    | 8      |
| 1977 | Carlos Alvarado                                | Banco de Costa Rica                     | 907      | 7      |
| 1978 | Fernando Fontes                                | Club Martell                            | 896      | 7      |
| 1979 | Herman Loaiza                                  | Metalco Colombia                        | 1.137    | 9      |
| 1980 | Dale Stetina                                   | Estados Unidos                          | 1.196    | 10     |
| 1981 | Alexis Villalobos                              | Metalco Costa Rica                      | 1.144    | 10     |
| 1982 | Samuel Cabrera                                 | SAM Colombia                            | 1.164    | 10     |
| 1983 | Antonio Agudelo                                | Metalco A Costa Rica                    | 1.312,6  | 11     |
| 1984 | Oliverio Cárdenas                              | Casa Víctor Colombia                    | 1.655    | 13     |
| 1985 | Néstor Freddy Barrera                          | Colombia                                | 1.441,5  | 12     |
| 1986 | Juan de Dios Castillo                          | Bicicletas Alvarado                     | 1.621    | 12     |
| 1987 | Carlos Bermúdez                                | Alvarado Ciclo Los Ases                 | 1.405    | 13     |
| 1988 | Efraín Rico                                    | Selección de Colombia                   | 1.525    | 13     |
| 1989 | Raúl Montero                                   | Electrónica Hidalgo                     | 1.647    | 12     |
| 1990 | Alfredo Zamora                                 | RCA – Electrodomésticos                 | 1.336    | 14     |
| 1991 | Edgar Sánchez                                  | Pizza Hut                               | 1.832    | 14     |
| 1992 | Luis Espinosa                                  | Manzana Postobón                        | 1.819    | 13     |
| 1993 | Adrián Víquez                                  | Jaisa Philips El Globo                  | 1.635    | 12     |
| 1994 | Andrés Brenes                                  | Pizza Hut – Squirt A                    | 1.891,8  | 14     |
| 1995 | Raúl Gómez                                     | Pizza Hut                               | 1.676,5  | 14     |
| 1996 | Luis Morera                                    | Pizza Hut                               | 1.463,4  | 13     |
| 1997 | Gregorio Ladino                                | El Verdugo-Jaisa B                      | 1.676    | 12     |
| 1998 | Hernán Darío Muñoz                             | Restaurante AS El Globo Jaisa           | 1.550,5  | 12     |
| 1999 | Miguel Arroyo                                  | Canel’s Turbo                           | 1.643,4  | 12     |
| 2000 | Federico Ramírez                               | Café de Costa Rica- Pizza Hut A         | 1.579,4  | 12     |
| 2001 | Gregorio Ladino                                | Café de Costa Rica- Pizza Hut A         | 1.229    | 11     |
| 2002 | Julio César Rangel                             | 2x1 Pizza - Tienda el Globo – Jaisa A   | 1.495,4  | 12     |
| 2003 | José Adrián Bonilla                            | Pizza Hut - Bancrédito                  | 1.674    | 14     |
| 2004 | Israel Ochoa                                   | Ferretería El Mar Video Visión          | 1.596,6  | 13     |
| 2005 | Juan Carlos Rojas                              | Pasoca – Dos Pinos – Hotel Los Lagos    | 1.738,4  | 13     |
| 2006 | Henry Raabe                                    | BCR-Pizza Hut-KHS                       | 1.438,6  | 12     |
| 2007 | Henry Raabe                                    | BCR-Pizza Hut-KHS                       | 1.512,5  | 13     |
| 2008 | Gregory Brenes                                 | BCR-Pizza Hut                           | 1.386,7  | 14     |
| 2009 | Janier Acevedo                                 | Great Wall Indeportes Antioquia         | 1.306    | 12     |
| 2010 | Juan Carlos Rojas                              | JPS-Giant                               | 1.404    | 12     |
| 2011 | José Adrián Bonilla                            | Citi Economy Blue                       | 1.429,1  | 12     |
| 2012 | Óscar Sánchez                                  | Selección de Colombia GW Shimano        | 1.423,6  | 12     |
| 2013 | Juan Carlos Rojas                              | JPS-Giant                               | 1.519,8  | 12     |
| 2014 | Juan Carlos Rojas                              | Frijoles Los Tierniticos – Arroz Halcón | 1.413    | 11     |
| 2015 | Juan Carlos Rojas                              | Frijoles Los Tierniticos – Arroz Halcón | 1.413    | 11     |
| 2016 | César Rojas                                    | Frijoles Los Tierniticos – Arroz Halcón | 1.670,2  | 12     |
| 2017 | Román Villalobos                               | LA Aluminios-Metalusa                   | 1.303,3  | 10     |
| 2018 | Brian Salas                                    | Nestlé 7C CBZ Giant                     | 1.227,06 | 10     |
| 2019 | Daniel Bonilla                                 | Scotiabank-Nestlé-Metrica-Giant         | 1.192.5  | 11     |
| 2020 | No se realizó debido a la Pandemia de COVID-19 |                                         |          |        |
| 2021 | No se realizó debido a la Pandemia de COVID-19 |                                         |          |        |
| 2022 | Marco Suesca                                   | Movistar Best PC                        | 1.076,8  | 10     |
| 2023 | Juan Diego Alba                                | Movistar Best PC                        | 1,170.5  | 10     |
| 2024 | Luis Daniel Oses                               | 7C - Economy - Lacoinex                 | 1,420    | 10     |

### Más victorias
| Ciclista            | Victorias | Años                         |
| ------------------- | --------- | ---------------------------- |
| Juan Carlos Rojas   | 5         | 2005, 2010, 2013, 2014, 2015 |
| José Adrián Bonilla | 2         | 2003, 2011                   |
| Henry Raabe         | 2         | 2006, 2007                   |
| Gregorio Ladino     | 2         | 1997, 2001                   |
| José Manuel Soto    | 2         | 1967, 1971                   |
| Saturnino Rustrián  | 2         | 1966, 1968                   |

## Palmarés por países
| País           | Victorias |
| -------------- | --------- |
| Costa Rica     | 28        |
| Colombia       | 22        |
| México         | 3         |
| Guatemala      | 3         |
| Venezuela      | 1         |
| Estados Unidos | 1         |

## Vuelta de la Juventud Costa Rica
También se organiza una Vuelta a Costa Rica de Esperanzas para corredores menores de 23 años.
| Año       | Primero                                         | Segundo                                         | Tercero                                         |                                                 |
| 2007      | Gregory Brenes                                  | Marco Salas                                     | José Vega                                       |                                                 |
| 2008      | Gregory Brenes                                  | Allan Morales                                   | Luis Herrera                                    |                                                 |
| 2009      | Gregory Brenes                                  | Allan Morales                                   | Fabricio Quirós                                 |                                                 |
| 2010      | Allan Morales                                   | Pablo Mudarra                                   | César Rojas                                     |                                                 |
| 2011      | Román Villalobos                                | Pablo Mudarra                                   | Allan Morales                                   |                                                 |
| 2012      | Pablo Mudarra                                   | Joseph Chavarría                                | Fabricio Quirós                                 |                                                 |
| 2013      | Elías Vega                                      | Rodolfo Villalobos                              | Bryan Salas                                     |                                                 |
| 2014      | Joseph Chavarría                                | Daniel Bonilla                                  | Isaac Morera                                    |                                                 |
| 2015      | Jorge Castro                                    | Daniel Bonilla                                  | Andrey Fonseca                                  |                                                 |
| 2016      | Josué Alpízar                                   | Josué Rodríguez                                 | Kevin Rivera                                    |                                                 |
| 2017      | Sebastián Moya                                  | Luis Mora                                       | Sergio Arias                                    |                                                 |
| 2018      | Sergio Arias                                    | Sebastián Moya Ramirez(ciclista)                | Luis Mora                                       |                                                 |
| 2019      | Roberto Argüello                                | Daniel Jara                                     | Joseph Villalobos                               |                                                 |
| 2020-2021 | No se organizo debido a la Pandemia de Covid 19 | No se organizo debido a la Pandemia de Covid 19 | No se organizo debido a la Pandemia de Covid 19 | No se organizo debido a la Pandemia de Covid 19 |
| 2022      | Gabriel Rojas                                   | Luis Daniel Oses                                | Alejandro Granados                              |                                                 |
| 2023      | Luis Aguilar                                    | Luis Daniel Oses                                | Kevin Granados                                  |                                                 |
| 2024      | Ker Fernandez                                   | Jose Pablo Sancho                               | Alfredo Vencis                                  |                                                 |